# Makina Kameya
Makina Kameya fue un escultor zimbabués, nacido en el año 1918 en Angola y fallecido en febrero de 1988 en Zimbabue. 

## Datos biográficos
Perteneciente a la minoría étnica umbundu, hablaba portugués e inglés, se trasladó a Zimbabue en la década de 1960. Pasó la mayor parte de su carrera en la Comunidad de Escultura Tengenenge, donde murió, sin haberse recuperado totalmente de las graves lesiones sufridas cuando una de sus esculturas se cayó y le aplastó la pelvis y las piernas. 
Sus obras están en exhibición en el Parque de Esculturas Chapungu.
Entre sus obras destaca la titulada Angola girl (chica de Angola).